# 濃溝温泉
濃溝温泉（のうみぞおんせん）は、千葉県君津市にある天然温泉。

## 概要
濃溝温泉は、千葉県君津市笹にある源泉かけ流しの小さな温泉で、清水渓流公園入口にある。施設は、「千寿の湯」が一軒のみ。
清水渓流広場の亀岩の洞窟は、洞窟から差し込む光が水面に反射して、ハート形を描き出す写真がSNSを中心に話題となった。

## 泉質
- 重炭酸ソーダ泉[3]
- 泉温15.5℃
- 加温
- 加水、循環濾過、消毒なし
- 効能分類：火傷（やけど）、運動麻痺、打ち身、消化器病、神経痛、捻挫（ねんざ）・挫き（くじき）、切り傷、筋肉痛、関節痛、皮膚病、痔、五十肩・50肩、アトピー、冷え性

## 温泉街
温泉街はない

## 周辺
- 清水渓流広場（公園）[2]
  - 濃溝の滝
  - 亀岩の洞窟
- 養老渓谷
- 亀山温泉
- 七里川温泉
- 片倉ダム

## アクセス
- 鉄道
  - JR東日本久留里線上総亀山駅 下車タクシー
- 自動車
  - 首都圏中央連絡自動車道（圏央道）木更津東インターチェンジより国道410号、千葉県道24号